# Sebastian Grosicki
Sebastian Grosicki – polski hematolog, genetyk, dr hab. nauk medycznych, profesor, kierownik Oddziału Klinicznego Hematologii i Profilaktyki Chorób Nowotworowych i dziekan Wydziału Zdrowia Publicznego w Bytomiu Śląskiego Uniwersytetu Medycznego w Katowicach.

## Życiorys
W 1996 ukończył studia medyczne w Śląskiej Akademii Medycznej w Katowicach, 20 kwietnia 2004 obronił pracę doktorską Ocena wartości wskaźników prognostycznych u chorych z ostrą białaczką szpikową leczonych Daunorubicyną/Cytarabiną z Cladribiną lub bez Cladrybiny według programu PALG 1999, 9 czerwca 2014 uzyskał stopień doktora habilitowanego. 4 lipca 2022 uzyskał tytuł profesora nauk medycznych i nauk o zdrowiu.
Został zatrudniony na stanowisku profesora zwyczajnego w Zakładzie Profilaktyki Chorób Nowotworowych na Wydziale Zdrowia Publicznego w Bytomiu Śląskiego Uniwersytetu Medycznego w Katowicach.
Był adiunktem Zakładu Profilaktyki Chorób Nowotworowych Wydziału Zdrowia Publicznego Śląskiego Uniwersytetu Medycznego, oraz prodziekanem na Wydziale Zdrowia Publicznego w BytomiuŚląskiego Uniwersytetu Medycznego w Katowicach.
Awansował na stanowisko profesora, kierownika na Oddziale Klinicznym Hematologii i Profilaktyki Chorób Nowotworowych, oraz dziekana na Wydziale Zdrowia Publicznego w Bytomiu Śląskiego Uniwersytetu Medycznego w Katowicach.
Jest członkiem Rady Dyscypliny Naukowej – Nauk o Zdrowiu Śląskiego Uniwersytetu Medycznego w Katowicach.
Został odznaczony Złotym Krzyżem Zasługi (2023).